# Scarborough-Ouest
Pour les articles homonymes, voir Scarborough.
Scarborough-Ouest fut une circonscription électorale fédérale de l'Ontario, représentée de 1968 à 1997. 
La circonscription de Scarborough-Ouest a été créée en 1966 avec des parties de Danforth et York—Scarborough. Abolie en 1996, elle fut redistribuée parmi Scaborough-Est et Scarborough-Sud-Ouest.

## Géographie
En 1966, la circonscription de Scarborough-Ouest était délimitée par Miland Avenue, le chemin de fer du Canadien National, Brimley Road, Eglinton Avenue, Birchmount Road et Lawrence Avenue East.

## Députés
1. 1968-1972 — David Weatherhead, PLC
2. 1972-1974 — John Paul Harney, NPD
3. 1974-1979 — Alan Martin, PLC
4. 1979-1980 — Bill Wightman, PC
5. 1980-1984 — David Weatherhead, PLC (2)
6. 1984-1988 — Reg Stackhouse, PC
7. 1988-1997 — Tom Wappel, PLC

- NPD = Nouveau Parti démocratique
- PC = Parti progressiste-conservateur
- PLC = Parti libéral du Canada